# Sörsjön (naturreservat)
Sörsjön är ett naturreservat i Askersunds kommun i Örebro län.
Området är naturskyddat sedan 2014 och är 0,5 hektar stort. Reservatet omfattar Sörsjön med omgivande våtmarker sumplövskog och blandskog.